# 韋察鄉

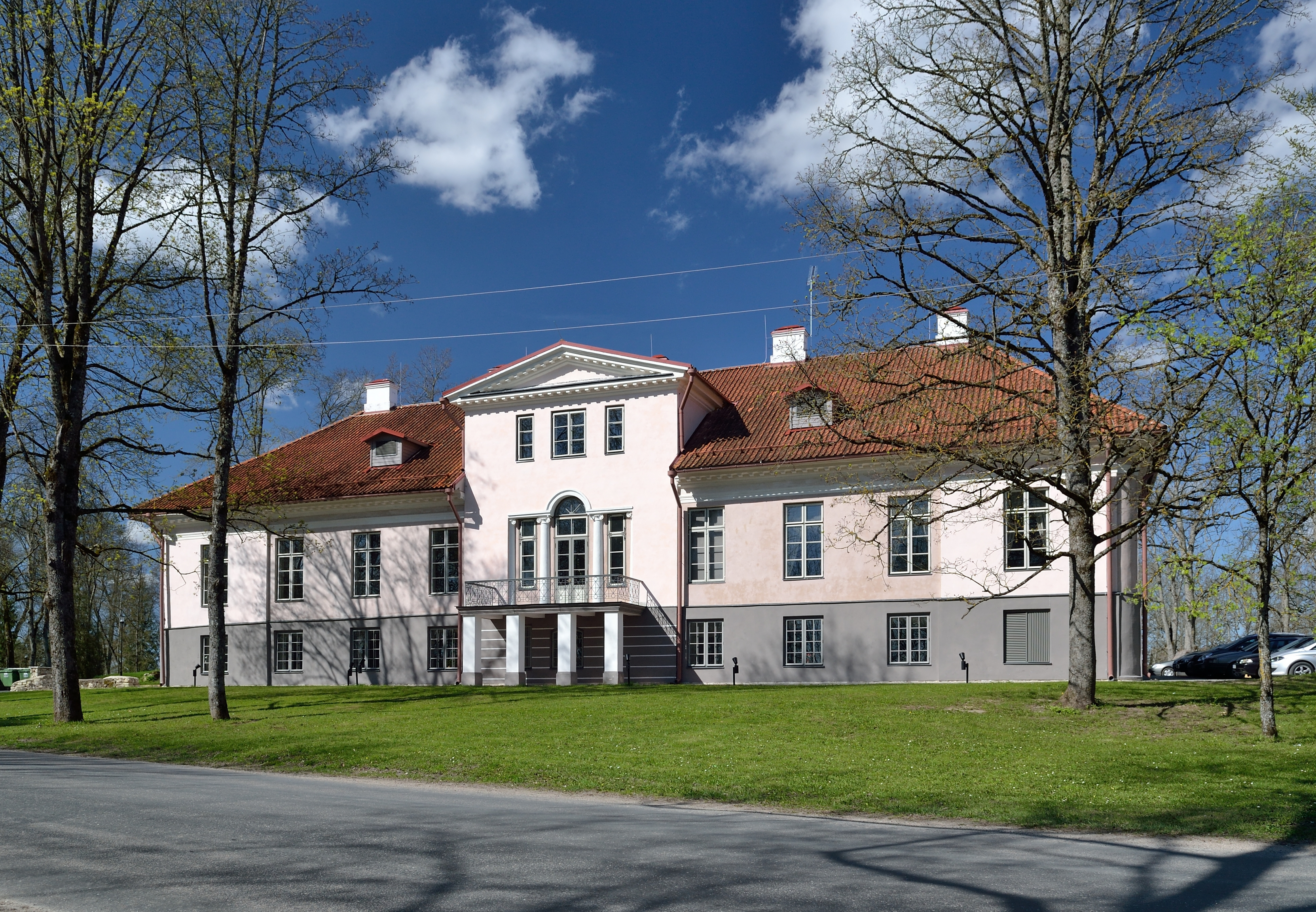
韦察庄园

韋察鄉，曾是愛沙尼亞耶爾瓦縣的一個鄉村型市镇，位於該國中部，行政中心設於韋察，面積195平方公里，2004年人口1,479，人口密度每平方公里8人。
2017年爱沙尼亚行政改革后，韦察市镇与原蒂里市镇及原属拉普拉縣的凱魯市镇合并为新的蒂里市镇。
58°53′N 25°27′E / 58.883°N 25.450°E